# جوشکاری نفوذی

انیمیشن فرایند جوشکاری نفوذی.

جوشکاری نفوذی (Diffusion Bonding یا Diffusion Welding) یکی از فرآیندهای جوشکاری حالت جامد است که توسط اعمال فشار در دمای بالا بدون تغییرشکل پلاستیک ماکروسکوپی انجام می‌شود. نفوذ فلزات در یکدیگر باعث ایجاد اتصال در این روش می‌شود. گاهی اوقات مقداری فلز پرکننده نیز بین سطوح جوشکاری اضافه می‌شود. این روش جوشکاری حالت جامد در فلزکاری استفاده می‌شود و قادر به اتصال فلزات مشابه و غیر مشابه است. این فرایند بر اساس اصل نفوذ حالت جامد عمل می‌کند، در حالی که اتم‌های دو سطح جامد و فلزی در طول زمان در یکدیگر نفوذ می‌کنند. این فرایند معمولاً در دمای بالا، تقریباً ۵۰–۷۰٪ درجه حرارت ذوب کامل مواد انجام می‌شود. نفوذ با استفاده از فشار بالا، همراه با درجه حرارت بالا، انجام می شود. این تکنیک معمولاً برای جوش دادن لایه‌های متناوب (ساندویچی) فولاد نازک فلزی، سیم‌های فلزی یا رشته‌های فلزی استفاده می‌شود. در حال حاضر، جوشکاری نفوذی به‌طور گسترده در اتصال فلزات با مقاومت بالا و نسوز در صنایع هوافضا و هسته ای استفاده می‌شود

## تاریخچه
عمل جوشکاری نفوذی قدمتی چند صد ساله دارد. این تکنیک در اتصال‌دهی طلا و مس برای جواهرسازی، و بسیاری صنایع دیگر کاربرد دارد. در فرایند جواهرسازی با طلا، زرگرها با ضربات مکرر، طلای جامد را به ورقه نازکی از طلا تبدیل کرده، سپس این ورقه را بر روی بستری از مس قرار داده و وزنه‌ای روی آن‌ها می‌گذارند. در نهایت، با استفاده از فرایند شناخته شده به عنوان جوشکاری داغ فشاری (Hot-Pressure Welding یا  HPW)، مجموعه مس، طلا و وزنه درون یک کوره حرارت داده شده تا زمانی که ورقه طلا به اندازه کافی به بستر مس متصل شود.
روش‌های مدرن این فرایند توسط دانشمند شوروی N.F. Kazakov در سال ۱۹۵۳ مطرح شد.

## ویژگی‌ها
جوشکاری نفوذی، هیچ جوشکاری ذوبی را شامل نمی‌شود، و اغلب بدون فلز پرکننده است؛ هیچ جرمی به ترکیب دو فلز وارد نشده، و این اتصال بنا بر نشان دادن مقاومت فلزات پایه و همچنین مقاومت گرمایی آن‌ها را دارد. این مواد تحمل بسیار ناچیزی در برابر تغییر شکل پلاستیک دارند. در این روند تنش پسماند بسیار کمی ایجاد شده، و هیچ گونه آلودگی در حین پروسه جوش وجود ندارد. از لحاظ تئوری، جوشکاری نفوذی می‌تواند بین دو سطح با هر ابعادی انجام گیرد، بدون اینکه زمان مورد نیاز برای انجام آن تغییری کند. از دیدگاه عملی، سطح دو فلز تنها محدود به میزان فشار لازم و دیگر محدودیت‌های سطحی است. این فرایند با فلزات مشابه و غیر مشابه، فلزات واکنش‌پذیر و مقاوم، یا قطعاتی با ضخامت‌های متفاوت نیز قابل انجام است. جوشکاری نفوذی به دلیل هزینه نسبتاً بالا، معمولاً برای کارهایی که جوشکاری از راه‌های دیگر دشوار یا غیرممکن است مورد استفاده قرار می‌گیرد. به عنوان مثال می‌توان همجوشی موادی مانند:
زیرکونیوم و بریلیوم؛ که اتصال آن‌ها از طریق جوشکاری ذوبی غیرممکن است، مواد با نقاط ذوب بسیار بالا مانند تنگستن، لایه‌های متناوب فلزات مختلف که باید در دماهای بالا مقاومت خود را حفظ کنند، و ساختارهای فلزی لانه زنبوری بسیار نازک را نام برد.

## وابستگی به دما
نفوذ حالت پایدار با مقدار شار نفوذی که از سطح مقطع سطوح اتصال عبور می‌کند، تعیین می‌شود. اولین قانون انتشار فیک (Fick's first law of diffusion) می‌گوید:
{\displaystyle J=-D{\frac {dC}{dx}}}
که در آن J شار نفوذ، D ضریب نفوذ و dC / dx شیب غلظت نفوذ از طریق مواد مورد نظر است. علامت منفی محصول گرادیان است.
شکل دیگری از قانون فیک بیان می‌کند:
{\displaystyle J={\frac {M}{At}}}
که در آن M به عنوان جرم یا مقدار اتم‌های منتشر شده تعریف شده، A سطح مقطع و t زمان مورد نیاز است. با برابرسازی دو معادله و تنظیم مجدد، به نتیجه زیر می‌رسیم:
{\displaystyle t=-{\frac {1}{D}}{\frac {M}{A}}\left({\frac {dC}{dx}}\right)^{-1}}
از آنجا که جرم و مساحت برای یک مفصل مشخص ثابت است، زمان مورد نیاز عمدتاً به شیب غلظت نفوذ و ضریب انتشار بستگی دارد. ضریب انتشار توسط معادله زیر تعیین می‌شود:
{\displaystyle D=D_{0}e^{-{\frac {Q_{d}}{RT}}}}
که در آن Qd انرژی فعال سازی برای نفوذ، R ثابت جهانی گازها، T دمایی که فرایند در آن انجام می‌شود و D0 یک فاکتور نمایی مستقل از دما است که به مواد شرکت‌کننده در فرایند بستگی دارد. برای یک مفصل خاص، تنها کمیت قابل کنترل در این معادله دما است.

## فرایندها
هنگام اتصال دو ماده با ساختار کریستالی مشابه، پیوند نفوذی با کنار هم نگه داشتن دو قطعه مجاور یکدیگر انجام می‌شود. قبل از جوشکاری، این سطوح باید تا جای ممکن تراشکاری شوند و تا آنجا که ممکن است از آلودگی‌های شیمیایی یا سایر آلودگی‌ها پاک باشند. هرگونه مداخله ماده بین دو سطح فلزی ممکن است از نفوذ مناسب مواد جلوگیری کند. ابزار خاصی برای هر کاربرد جوشکاری ساخته شده است تا قطعات کار را به هم جفت کند. پس از بستن قطعات، فشار و گرما (معمولا به مدت چندین ساعت) به اجزای سازنده وارد می‌شود. این گرما از طریق کوره یا مقاومت الکتریکی تأمین می‌شود. فشار را می‌توان با استفاده از پرس هیدرولیک اعمال کرد. این روش امکان اندازه‌گیری دقیق بار روی قطعات را فراهم می‌کند. در مواردی که قطعات نباید دارای شیب دما باشند، می‌توان از انبساط حرارتی دیفرانسیلی برای اعمال بار استفاده کرد. با اتصال قطعات با استفاده از فلز با انبساط کم (مثلا مولیبدن)، قطعات با انبساط بیشتر از فلز ثابت شده در دما، بار خود را تأمین می‌کنند.

پروسه جوشکاری نفوذی

روش‌های جایگزین برای اعمال فشار شامل استفاده از وزنه، فشار گاز دیفرانسیلی بین دو سطح و استفاده از دیگ‌های بخار فشار بالاست. هنگام استفاده از فلزاتی که دارای لایه‌های اکسید قوی هستند (مثلا مس)، جوشکاری باید در یک فضای خلأ یا گاز بی اثر انجام شود. تمهیداتی از جمله پولیش کردن، اچ کردن، تمیز کردن و همچنین فشار و دمای نفوذ از فاکتورهای مهم در مورد روند جوشکاری است. در سطح میکروسکوپی، جوشکاری نفوذی در سه مرحله ساده رخ می‌دهد:
- تغییر شکل ناهنجاری‌های میکروسکوپی: قبل از تماس کامل سطوح، ناهنجاری‌ها (نواقص سطحی بسیار کوچک) روی دو سطح با هم تماس گرفته و دچار تغییر شکل پلاستیک می‌شوند. با تغییر شکل این ناهنجاری‌ها، آنها بهم پیوسته و باعث ایجاد رابط‌هایی بین دو سطح می‌شوند.
- انتقال جرم با نفوذ کنترل شده: دما و فشار بالا باعث خزش سریع در مواد می‌شود. مرزهای دانه و مواد اولیه منتقل شده، و شکاف بین دو سطح به منافذ ریز ایزوله کاهش می‌یابند.
- انتقال رابط: مواد شروع به نفوذ در مرزهای دو سطح مجاور می‌کنند، که باعث مخلوط شدن این مرزها و ایجاد پیوند می‌شوند.

## فواید
- سطح جوش خورده دارای خواص فیزیکی و مکانیکی مشابه مواد اولیه است. هنگامی که جوشکاری به اتمام رسید، می‌توان تست‌هایی مانند آزمایش کششی بر روی آن انجام داد.
- فرایند پیوند نفوذی قادر به تولید اتصالات با کیفیت بالایی است که عاری از هرگونه ناپیوستگی و تخلخل می‌باشند. به عبارت دیگر، ما قادر به سنباده زدن، تولید و حرارت دادن مواد هستیم.
- پیوند نفوذی می‌تواند به ساخت قطعات پیچیده با دقت بالا کمک کند. همچنین نفوذ قابل تغییر است.
- روش جوشکاری نفوذی می‌تواند به‌طور گسترده، در اتصال مواد مشابه یا غیر مشابه مورد استفاده قرار گیرد. همچنین در پردازش مواد کامپوزیت از اهمیت بالایی برخوردار است.
- این فرایند به آسانی و با هزینه اندک قابل انجام است.
- مواد تحت نفوذ می‌توانند تغییر شکل پلاستیک را کاهش دهند.

## قابلیت اجرا
پیوند نفوذ در درجه اول برای ایجاد اشکال پیچیده برای صنایع الکترونیک، هوافضا و فناوری‌های هسته ای استفاده می‌شود. از آنجایی که این شکل از اتصال در مقایسه با سایر تکنیک‌های اتصال مانند جوشکاری انفجاری زمان بیشتری لازم دارد، قطعات در تعداد اندک ساخته می‌شوند و فرایند ساخت اغلب خودکار انجام می‌گیرد. با این حال، به دلیل تقاضاهای مختلف، می‌توان زمان مورد نیاز را کاهش داد. در تلاش برای کاهش تعداد بست‌ها و قطعات، و همچنین هزینه‌های کارگران، از جوشکاری نفوذی نیز همراه با شکل‌گیری سوپرپلاستیک هنگام ایجاد ورق فلز استفاده می‌شود. چندین ورق روی هم چیده می‌شوند و در بخش‌های خاصی پیوند می‌خورند. سپس این دسته در قالب قرار می‌گیرد و فشار گاز ورق‌ها را منبسط می‌کند تا قالب پر شود. این کار اغلب با استفاده از آلیاژهای تیتانیوم یا آلومینیوم برای قطعات مورد نیاز در صنعت هوافضا انجام می‌شود.

فرایند تشکیل ورق با استفاده از جوشکاری نفوذی

مواد معمولی که از این طریق جوش داده می‌شوند شامل تیتانیوم، بریلیم و زیرکونیوم هستند. در بسیاری از هواپیماهای نظامی، جوشکاری نفوذی به صرفه جویی در مواد استراتژیک گران‌قیمت و کاهش هزینه‌های ساخت کمک می‌کند. برخی هواپیماها بیش از ۱۰۰ قطعه متصل از طریق نفوذ دارند، از جمله: بدنه هواپیماها، بازوی چرخ هواپیما و محفظه موتور هواپیما.